# 西桑名駅
西桑名駅（にしくわなえき）は、三重県桑名市寿町二丁目にある、三岐鉄道北勢線の駅である。駅番号はH01。
隣接して東海旅客鉄道（JR東海）関西本線、近畿日本鉄道（近鉄）名古屋線、養老鉄道養老線が乗り入れる桑名駅があり、相互に乗換えが可能である。

## 歴史
開業当初の西桑名駅は、桑名駅東側の現在バスターミナルがある地点にあった。1961年（昭和36年）に桑名京橋 - 西桑名間が国道1号との平面交差解消のため廃止され、1977年（昭和52年）に駅前再開発のため桑名駅東南側に移転した。旧駅構内には車庫が併設されていたが、駅移転に伴い車庫は北大社駅（現在の北大社信号場）に移転した。

### 駅名の由来
桑名駅の東側にありながら、「西桑名駅」を名乗っているのは、改称当時の所在地からである。西桑名駅は開業当初、大山田村にあり大山田駅を名乗っていたが、1929年（昭和4年）に大山田村が町制を施行して西桑名町となり、1931年（昭和6年）に町名に合わせ西桑名駅となった。なお、西桑名町は1937年（昭和12年）に桑名町と合併し桑名市となっている。西桑名町の町制施行と同時に改称されなかったのは、伊勢電気鉄道（現在の近鉄名古屋線）益生駅が1930年まで西桑名駅を名乗っていたためである。

### 年表
- 1914年（大正3年）4月5日：北勢鉄道大山田駅として開業[1]。当初は桑名駅東南側（現西桑名駅東側）に所在。
- 1915年（大正4年）8月5日：桑名町（後の桑名京橋駅） - 当駅間開業[1]。
- 1931年（昭和6年）7月8日：西桑名駅に改称。
- 1934年（昭和9年）6月27日：社名変更により北勢電気鉄道の駅となる[1]。
- 1944年（昭和19年）2月11日：会社合併により、三重交通の駅となる[1]。
- 1961年（昭和36年）11月1日：桑名京橋 - 西桑名間廃止に伴い、北勢線の起点駅となる[1]。
- 1964年（昭和39年）2月1日：事業譲渡により三重電気鉄道の駅となる[1]。
- 1965年（昭和40年）4月1日：近畿日本鉄道が三重電気鉄道を合併し近鉄北勢線の駅となる[1]。
- 1977年（昭和52年）5月11日：桑名駅東南側に移転[2][注釈 1]。
- 2003年（平成15年）
  - 4月1日：事業譲渡により、三岐鉄道の駅となる[1]。当初より、駅舎内に自動券売機（2台）が設置される。
  - 8月31日：冷暖房付の待合室が新設される。
  - 12月1日：駅舎内に自動精算機（1台）・自動改札機（3通路）が設置される。
- 2005年（平成17年）3月26日：東員駅開業に伴い、当駅で行なっていた運転業務（運転士・車掌関係の現業区：近鉄時代の塩浜列車区西桑名分室）は東員駅に統合・移設される。

## 駅構造
単式ホーム1面1線を持つ地上駅である。駅舎はホーム東側に設けられている。
朝方から夜まで駅員が配置されている特殊勤務駅で、それ以外の早朝深夜は東員駅から遠隔監視される。駅舎には、自動券売機（2台）、自動改札機（3通路、うち1通路は車椅子対応のワイド型）、自動精算機（1台）を備えている。普通券・回数券・定期券等の購入が可能である。
トイレは駅舎の改札内に設けられている（水洗、男女別、多目的トイレは無し）。冷暖房付の待合室が設置されている。駅舎内に公衆電話が設置されている。バリアフリーには一部施設について対応していない（駅舎入口階段等）。駅の建物はロッテリアやバスの切符売り場と同じ並びにある。
駅前に桑名市営の有料駐車場等があり、車を駐車場に停めて電車を利用するパークアンドライドが可能。そのため、車で駅に送ってもらい電車を利用するキスアンドライドも可能である。駅前がバスターミナルのためバスへの乗り継ぎも容易であり、駅前ロータリーにはタクシーが常駐する。
平成26年度に当駅の駅舎を北に、桑名駅の駅舎を南にそれぞれ移設し、当駅と桑名駅の乗り換えの利便性を改善させる計画が立てられたが、駅周辺の区画整理が進展しないため中止されていた。その後、2020年（令和2年）8月30日に桑名駅を80m南側へ移転のうえ橋上駅舎化。同時に自由通路が供用を開始したため当駅との乗り換え時間が短縮された。

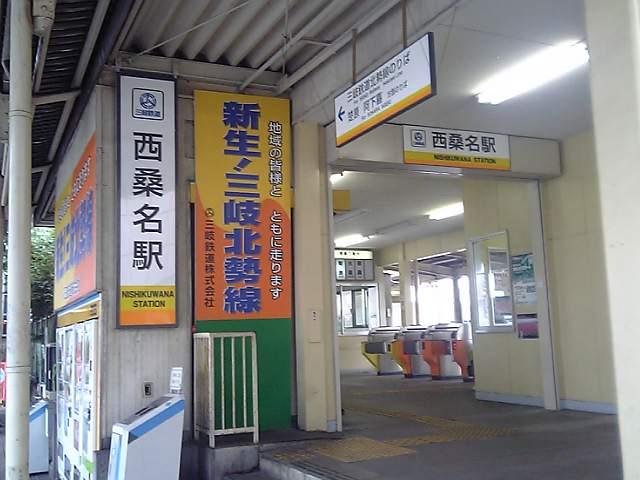
改札口（2005年10月）
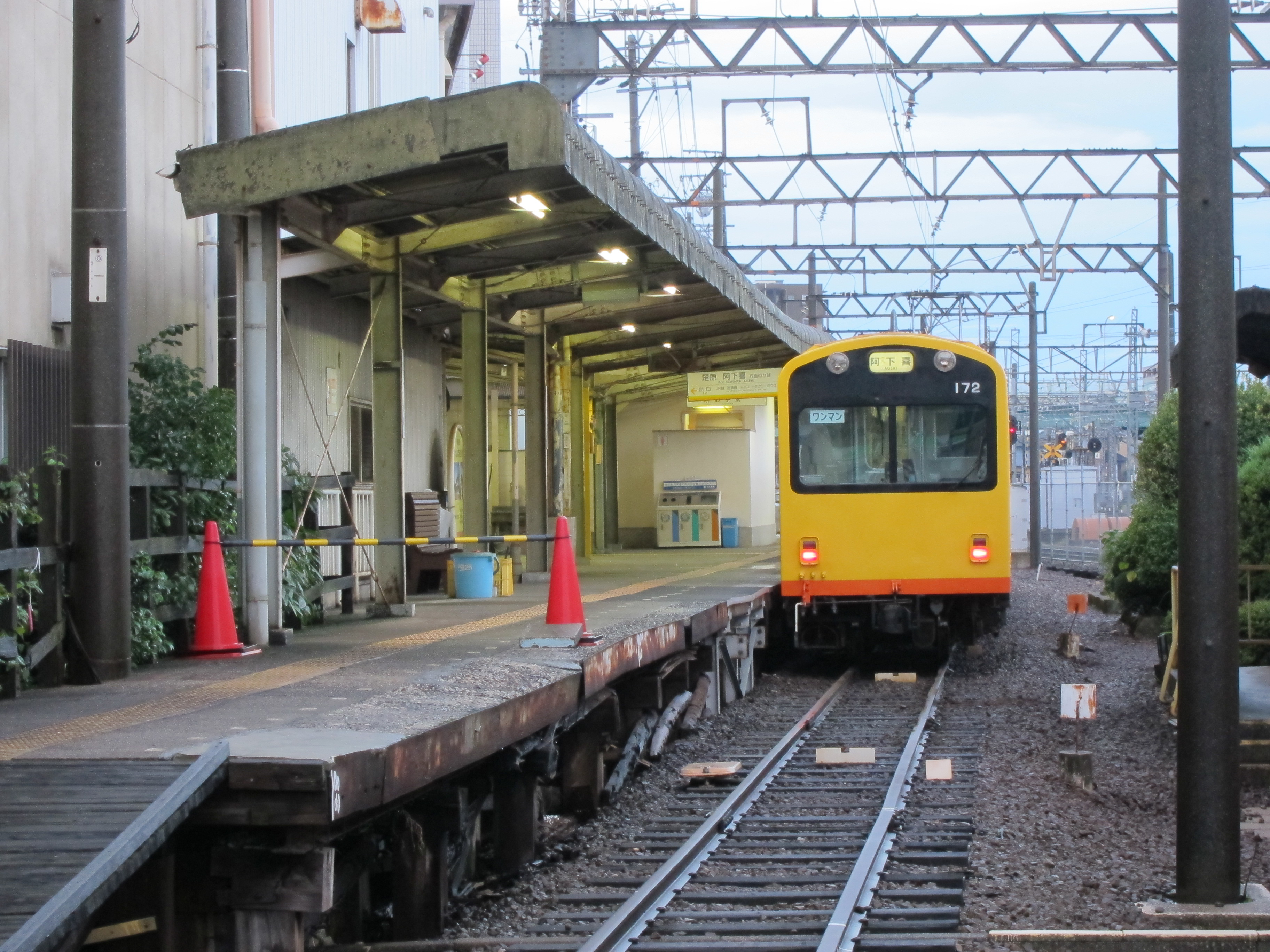
ホーム（2013年10月）

## 利用状況
「三重県統計書」によると、1日の平均乗車人員は以下の通りである。
| 年度   | 一日平均 乗車人員 | 出典           |
| ------ | ----------------- | -------------- |
| 1997年 | 1,119             |                |
| 1998年 | 1,082             |                |
| 1999年 | 1,059             |                |
| 2000年 | 1,038             |                |
| 2001年 | 997               |                |
| 2002年 | 938               |                |
| 2003年 | 2,240             |                |
| 2004年 | 2,056             |                |
| 2005年 | 2,208             |                |
| 2006年 | 2,241             |                |
| 2007年 | 2,316             |                |
| 2008年 | 2,403             |                |
| 2009年 | 2,344             |                |
| 2010年 | 2,369             |                |
| 2011年 | 2,412             |                |
| 2012年 | 2,433             |                |
| 2013年 | 2,583             |                |
| 2014年 | 2,523             |                |
| 2015年 | 2,636             | [ 乗車人員 2 ] |
| 2016年 | 2,696             | [ 乗車人員 3 ] |
| 2017年 | 2,723             | [ 乗車人員 4 ] |
| 2018年 | 2,715             | [ 乗車人員 5 ] |
| 2019年 | 2,662             | [ 乗車人員 6 ] |
| 2020年 | 2,002             | [ 乗車人員 7 ] |
| 2021年 | 2,025             | [ 乗車人員 8 ] |
| 2022年 | 2,231             | [ 乗車人員 1 ] |

## その他
- 駅スタンプが設置されており、七里の渡し跡とハマグリと電車が描かれている[9]。
- 列車発車時には駅員がブザーで出発合図を行っている。

## 隣の駅
三岐鉄道
H 北勢線
西桑名駅(H01) - 馬道駅(H02)